# Doris Hill
Doris Hill (21 de marzo de 1905 — 3 de marzo de 1976) fue una actriz cinematográfica estadounidense de los años veinte y treinta, que trabajó principalmente en el cine de serie B.
Nacida en Roswell, Nuevo México, Hill se trasladó a Hollywood a mediados de los años veinte para hacer una carrera como actriz. Al principio trabajó como bailarina de vodevil, hasta que le llegó su primer papel cinematográfico en 1926 cuando trabajó junto a George O'Hara en Is That Nice?. Actuaría en diecisiete filmes entre 1926 y 1929 y, a diferencia de muchas estrellas del cine mudo, tuvo éxito en la transición al cine sonoro.
En 1929, junto con la futura estrella de Hollywood Jean Arthur, Hill fue seleccionada como una de las trece WAMPAS Baby Stars. Con un contrato con Paramount Pictures, trabajaría en cuatro películas en 1930, destacando Sons of the Saddle, con el popular actor de western Ken Maynard. Los papeles en los westerns se hicieron comunes, y en los mismos solía trabajar con Tom Tyler. En 1932 participó en otros seis filmes, cuatro de los cuales eran westerns. En 1933 rodó cuatro películas, todas westerns, Sin embargo, en 1934 solo actuó en dos títulos, el último de los cuales, Ridin' Gents, con Jack Perrin y Ben Corbett, fue su última interpretación. 
Posteriormente se retiró y se casó con el actor George L. Derrick, del cual se divorció poco después. Tuvo un segundo matrimonio con el director, productor y guionista Monte Brice. Finalmente se domicilió en Kingman, Arizona, donde falleció en 1976.